# Korootkapel

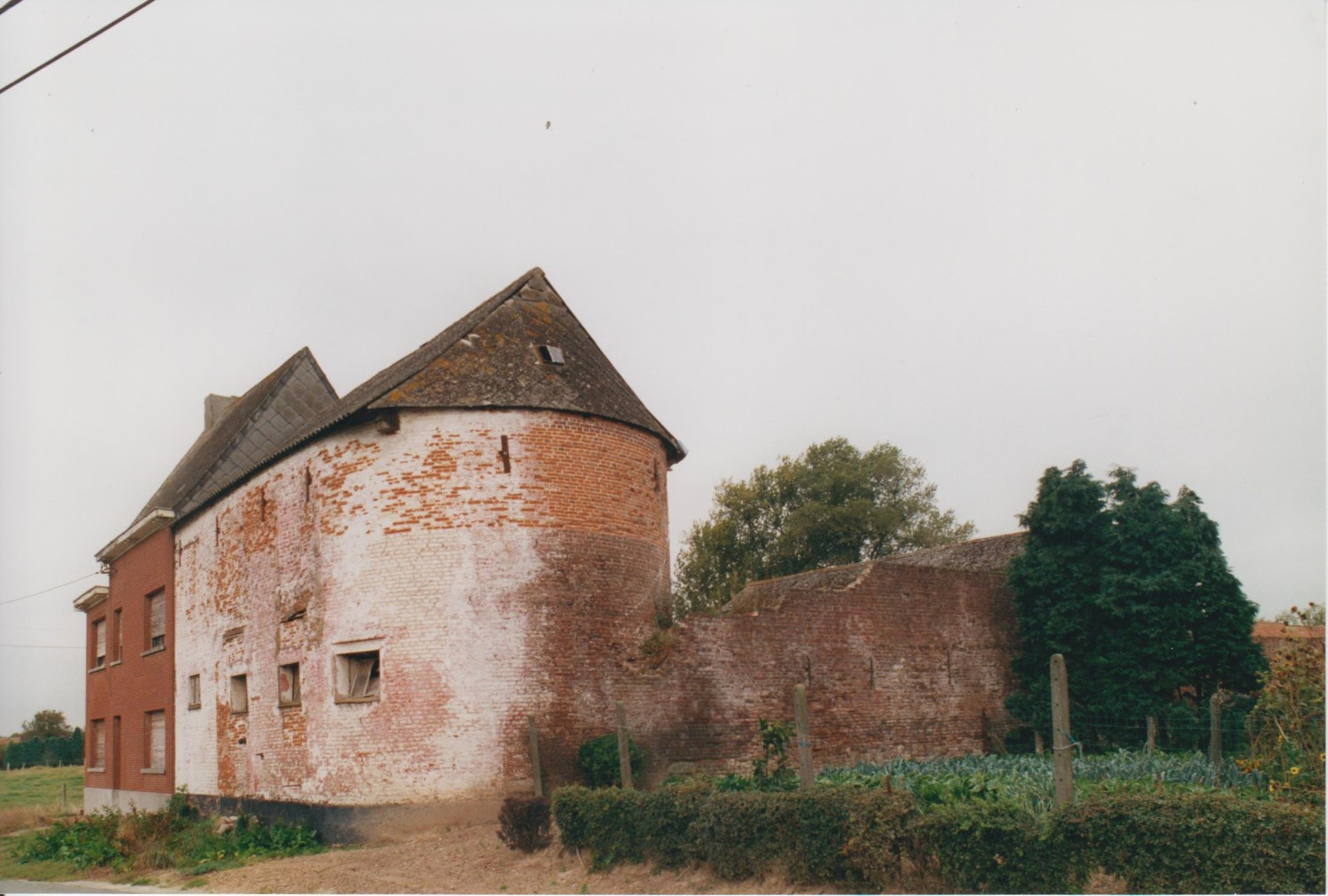
Corootkapel

De Corootkapel is een voormalige kapel in de tot de Oost-Vlaamse gemeente Brakel behorende plaats Everbeek-Beneden, gelegen aan de Kloosterstraat 4.

## Geschiedenis
De aan Onze-Lieve-Vrouw ter Engelen gewijde kapel werd omstreeks 1630 gesticht. De kapel werd ook door een kapelaan bediend die bij de kapel woonde. De naam van de kapel is afkomstig van het domein de Coroot, een leen van Croÿ, waartoe ook de Ferme du Courois behoorde. In de Franse tijd (eind 18e eeuw) werd de kapel onteigend en openbaar verkocht. Van 1803-1810 werd de kapel als schooltje gebruikt en daarna werd het voor agrarische doeleinden ingezet.

## Gebouw
De bakstenen kapel, met een halfronde apsis, werd in de 19e en 20e eeuw enigszins gewijzigd. In de jaren 50 van de 20e eeuw werd een deel van de kapel omgebouwd tot woonhuis. Loodrecht hierop staat de voormalige kapelaanswoning.